# Poe: More Tales of Mystery and Imagination
Poe: More Tales of Mystery and Imagination es el cuarto disco en solitario, publicado en 2003, del compositor escocés Eric Woolfson tras la disolución de The Alan Parsons Project. El disco incluye algunas de las canciones, pero no todas, del musical homónimo. En su elaboración se invirtieron seis años, entre 1997 y 2003, y se grabó en los estudios Abbey Road de Londres.

## Producción
En 1976 Eric Woolfson junto a Alan Parsons compusieron Tales of Mystery and Imagination, inspirado en relatos breves de Edgar Allan Poe, su debut discográfico conjunto bajo la marca The Alan Parsons Project. El proyecto de realizar un segundo disco basado en más historias de Poe quedó aparcado durante décadas ante el nuevo rumbo tomado por The Alan Parsons Project. 
Con la disolución del grupo, y tras realizar varios musicales como Freudiana (1990), Gaudi (1995) o Gambler (1997), Woolfson, sin presiones contractuales o de otro tipo, revisitó algunas ideas para la elaboración de un musical homónimo incluyendo nuevos textos del escritor estadounidense y pasajes de su controvertida vida personal.
Del disco se extrajeron dos singles cantados por Steve Balsamo: «Somewhere In The Audience» e «Immortal».

## Listado de canciones
1. «Angel Of The Odd» - 2:32
2. «Wings Of Eagles» - 4:45
3. «Train To Freedom» - 5:11
4. «Somewhere In The Audience» - 4:47
5. «The Bells» - 5:31
6. «The Pit And The Pendulum» - 6:35
7. «The Murders In The Rue Morgue» - 4:35
8. «Tiny Star» - 2:42
9. «Goodbye To All That» - 4:46
10. «Immortal» - 5:29

## Músicos
- Eric Woolfson – teclados y voz
- Steve Balsamo – voz
- Fred Johanson – voz
- John Parricelli – guitarra
- Simon Chamberlain – teclados
- Haydn Bendall – secuenciadores
- Austin Ince – secuendiadores
- Ralph Salmins – percusión
- Martin Ditcham – percusión
- Ian Thomas - percusión
- Dermot Crehan – violín irlandés
- Brighton Festival Chorus & The Metro Voices – coro